# La larga lluvia
"La larga lluvia" (título original en inglés: The Long Rain) es un cuento de ciencia ficción del autor Ray Bradbury. Originalmente, este cuento fue publicado en el año 1950 como "Muerte por lluvia" en la revista Planet Stories y luego en la colección El hombre ilustrado. La historia habla de cuatro hombres que se han accidentado en un planeta donde siempre llueve. En su intento de llegar a la seguridad de la "Bóveda del Sol", un refugio con una fuente de luz artificial, y debido a las lluvias torrenciales terminan siendo expulsados lunáticos interminables.
La historia se volvió a publicar en varias colecciones y se incorporó en la película también titulada El Hombre Ilustrado.

## Resumen de la trama
La historia está ambientada en la selva de Venus, donde un grupo de cuatro hombres cuyos cohetes se ha estrellado están tratando de llegar a la seguridad de la bóveda de Sol. Bradbury retrata a Venus como que tiene lluvias casi perpetuas. Los hombres son guiados por un personaje que solo se identifica como "el Teniente". Uno de los hombres es muerto por un rayo al tratar de correr cuando "no debería haber saltado". Los tres hombres restantes se abren camino a la bóveda del Sol, pero descubren que ha sido destruida y ofrece en refugio de la lluvia. Uno de los hombres pasa a ser abatido y deja de responder, mirando hacia la lluvia. Él es asesinado por Simmons que defiende sus acciones como una muerte piadosa, previniendo al hombre de ahogarse lentamente hasta sus pulmones se llenen con agua de lluvia. A medida que Simmons y el teniente siguen hacia donde piensan que debe estar la próxima bóveda del Sol, Simmons cree que él también va a volverse loco antes de que lleguen a la seguridad, por lo que se suicida. El teniente continúa, y finalmente llega a la Bóveda del Sol donde es cálido y seguro, con ropa seca y chocolate caliente; aunque Bradbury insinúa que el refugio puede ser simplemente una alucinación.

## Historia de publicación
El artículo fue publicado originalmente en 1950 como "Muerte por Rayo" en la revista Planet Stories. Fue uno de los primeros grupos de cuentos seleccionados para formar parte de la colección El hombre ilustrado. Más tarde fue re publicado en 1962 en R is for Robot, de nuevo en 1980 en The Stories of Ray Bradbury, y en la tira de 1990 The Golden Apples of the Sun También se incluyó en Bradbury Stories: 100 of His Most Celebrated Tales (2015).

## Crítica
Rob Fletcher utiliza el párrafo de apertura, en el que Bradbury describe la lluvia de Venus con frases como: "Fue una fuerte lluvia, una lluvia perpetua, un sudor y la lluvia al vapor, era una llovizna, un aguacero, una fuente, una paliza en los ojos, una resaca en los tobillos, era una lluvia de ahogar todas las lluvias y la memoria de las lluvias ". para ilustrar el hecho de que Bradbury vuelve a la lluvia en una "fuerza siniestra" que "amenaza mucho la supervivencia [del personaje]."
"The Long Rain", como una historia, es un "hilo espacial típico de Bradbury." Su presentación de Venus estando empapada por la lluvia ha sido refutado por la ciencia moderna, pero estaba en consonancia con las opiniones científicas de la tiempo. La historia fue una en un gran número de historias de muchos escritores de ciencia ficción de la época que presentaba una "ortodoxia" que a pesar de que sería mucho más difícil que la de Marte, los humanos lucharían para colonizar Venus. Aunque su descripción de Venus no es científicamente exacta, "el poder de Bradbury de la descripción hace que sea bastante real."

## Adaptaciones
En 1969, Jack Smight dirigió una adaptación cinematográfica de The Illustrated Man en la que "The Long Rain" fue uno de los tres cuentos de Bradbury colocados dentro de la historia marco. La película, protagonizada por Rod Steiger, conocido de Bradbury, fue "un fracaso crítico y financiero al mismo tiempo."
En 1992, el propio Bradbury adaptó la historia para la serie televisiva The Ray Bradbury Theater. El episodio The Long Rain se emitió el 19 de septiembre. Fue dirigido por Lee Tamahori e interpretado por Marc Singer, Michael Hurst y Brian Sergent.